# Нестеренко Кирилл Олександрович
Кирилл Олександрович Нестеренко (нар. 8 лютого 1993, Суми) — український бадмінтоніст та спортивний функціонер, громадський діяч, чиновник та політик. Народний депутат України IX скликання.

## Життєпис
Кирилл Нестеренко народився 8 лютого 1993 року в Сумах.
Закінчив Національний технічний університет «Харківський політехнічний інститут» за спеціальністю «Спортивний менеджмент», а також Харківський національний університет внутрішніх справ за спеціальністю «Право».
Привернув спонсорів для фінансування гравців збірної України для участі на Олімпійських іграх в Лондоні 2012 року. Майстер спорту в категорії «‎бадмінтон»‎. Організатор громадської організації «‎Гранат», що займається напрямками спорту, благодійності, освіти у Дніпрі та Харкові. Об'єднав Молодіжні центри Дніпра для масштабування діяльності організації.
Бадмінтоніст-підприємець Кирилл Нестеренко відомий як маркетолог, що працює з 10 брендами Дніпра. У травні 2019 року Нестеренко запустив біговий флешмоб RUN OK, де любителі бігу можуть бігати з професіоналами. Потім ініціативу перейменували у Зе-мотиватор.
Працював директором з розвитку ЗАТ «Дніпрокомунтранс».
У 2019 році Нестеренко був обраний Народним депутатом України на одномандатному виборчому окрузі № 26 в Дніпрі (Шевченківський район, частина Центрального району, смт Авіаторське Дніпровської міської ради) від партії «Слуга народу». На час виборів: директор з розвитку ТДВ «Дніпрокомунтранс», безпартійний. Проживає в м. Дніпрі.
Член Комітету Верховної Ради з питань екологічної політики та природокористування, голова підкомітету з питань державної політики у сфері поводження з відходами.
12 грудня 2019 року увійшов до складу Міжфракційного об'єднання «Гуманна країна», створеного за ініціативи UAnimals для популяризації гуманістичних цінностей та захисту тварин від жорстокості.
Під час місцевих виборів 2020 року підозрювався у зв'язку з головою Дніпропетровської обласної ради Святославом Олійником, який є другом та колегою Ігоря Коломойського.

## Спортивна кар'єра
З 2004 розпочав кар'єру бадмінтоніста у Харківському Бадмінтонному Спортивному Клубі.
З 2006 року посідав призові місця на українських турнірах серед юніорів, а з 2007 року — на міжнародних. 2009 року вперше за всю історію збірної України з бадмінтону вона виборола бронзову медаль на Чемпіонаті Європи серед юніорів. 2010 року посів 2 місце на етапі Гран-Прі Європи з бадмінтону в Туреччині. 2011 року посів 3 місце у команді на Чемпіонаті Європи серед студентів, 1 місце на Чемпіонаті України серед юніорів, абсолютний переможець Міжнародного Макарівського турніру.
2012 року став чемпіоном України серед юніорів. 2013 року став переможцем Кубка України з бадмінтону. 2014 року бронзовий призер Чемпіонату Європи серед студентів у парній категорії.